# ريدار غوا
ريدار غوا (بالنرويجية البوكمول: Reidar Goa)‏ هو لاعب كرة قدم نرويجي في مركز الدفاع، ولد في 8 أبريل 1942 في ستافانغر في النرويج، وتوفي في 8 سبتمبر 2018 في Randaberg ‏ في النرويج. شارك مع منتخب النرويج تحت 19 سنة لكرة القدم ومنتخب النرويج تحت 21 سنة لكرة القدم ومنتخب النرويج لكرة القدم. أما مع النوادي، فقد لعب مع نادي فيكينغ.

## وصلات خارجية
- ريدار غوا على موقع اتحاد النرويج (النرويجية)
- ريدار غوا على موقع قاعدة بيانات كرة القدم.إي يو (الإنجليزية)
- ريدار غوا على موقع عالم كرة القدم.نت (الإنجليزية)